# Berliner SV 1892
O Berliner SV 92 Handball, ou Berliner Sport-Verein 92 Handball, é um clube de andebol sediado em Berlim, Alemanha. É mais conhecido pela sua equipa profissional de andebol, que já competiu na Handball-Bundesliga, o escalão mais alto do sistema de ligas do andebol alemão. 
Foi campeão alemão em 1948 (não oficial), 1956 e 1964 e, em 1950 e 1958, foi vice-campeão alemão em Handebol. Entre 1947 e 1964, o BSV campeão nove vezes e participou de um total de dez vezes da final da Copa da Alemanha de Handebol. Na temporada de 2011/12, o primeiro time joga na liga nacional Berlin (sexta divisão).

## Titulos
- Campeonato Alemão de Handebol
  - 1956, 1964